# Fonte de Castália

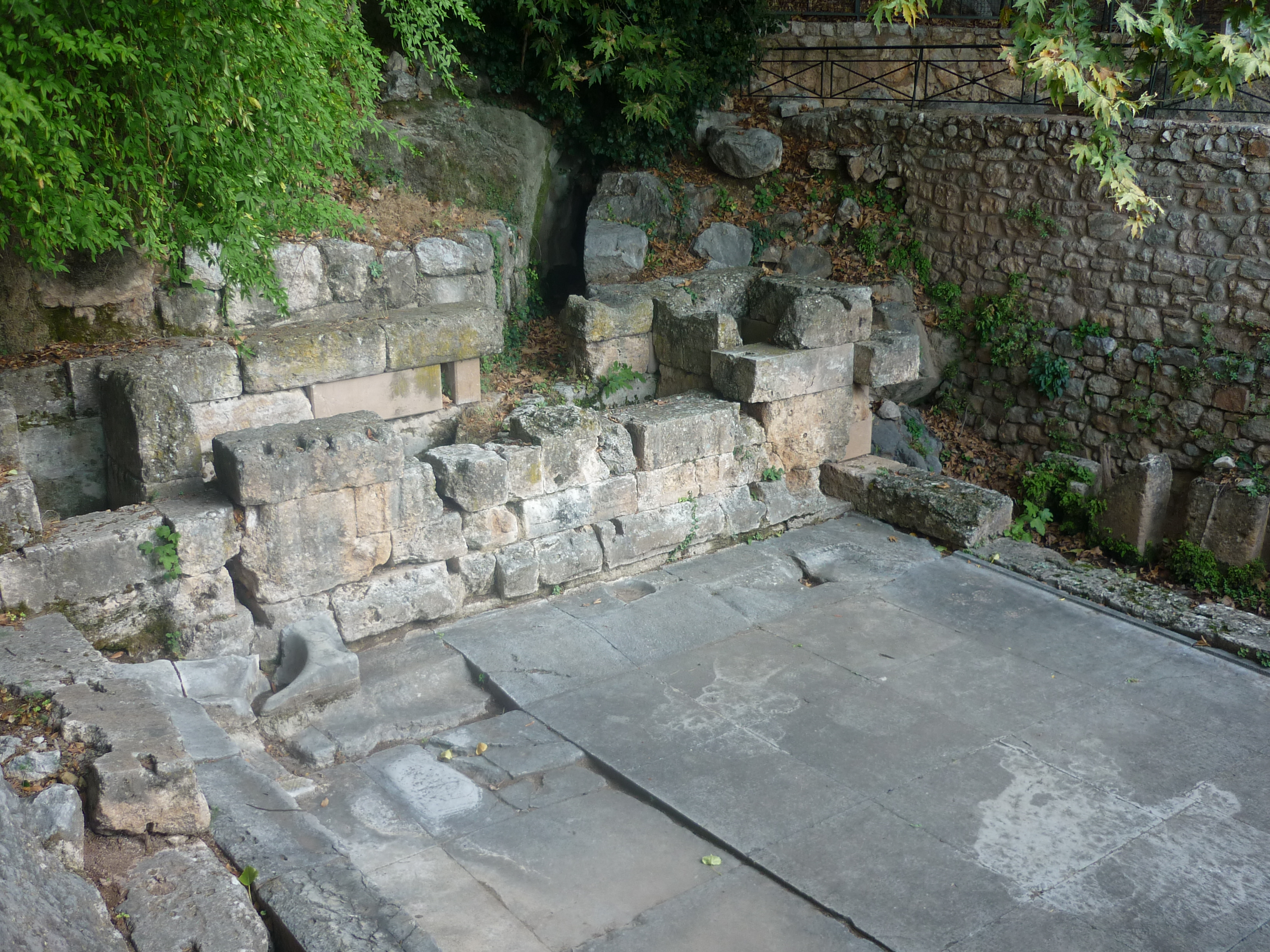
A fonte arcaica.

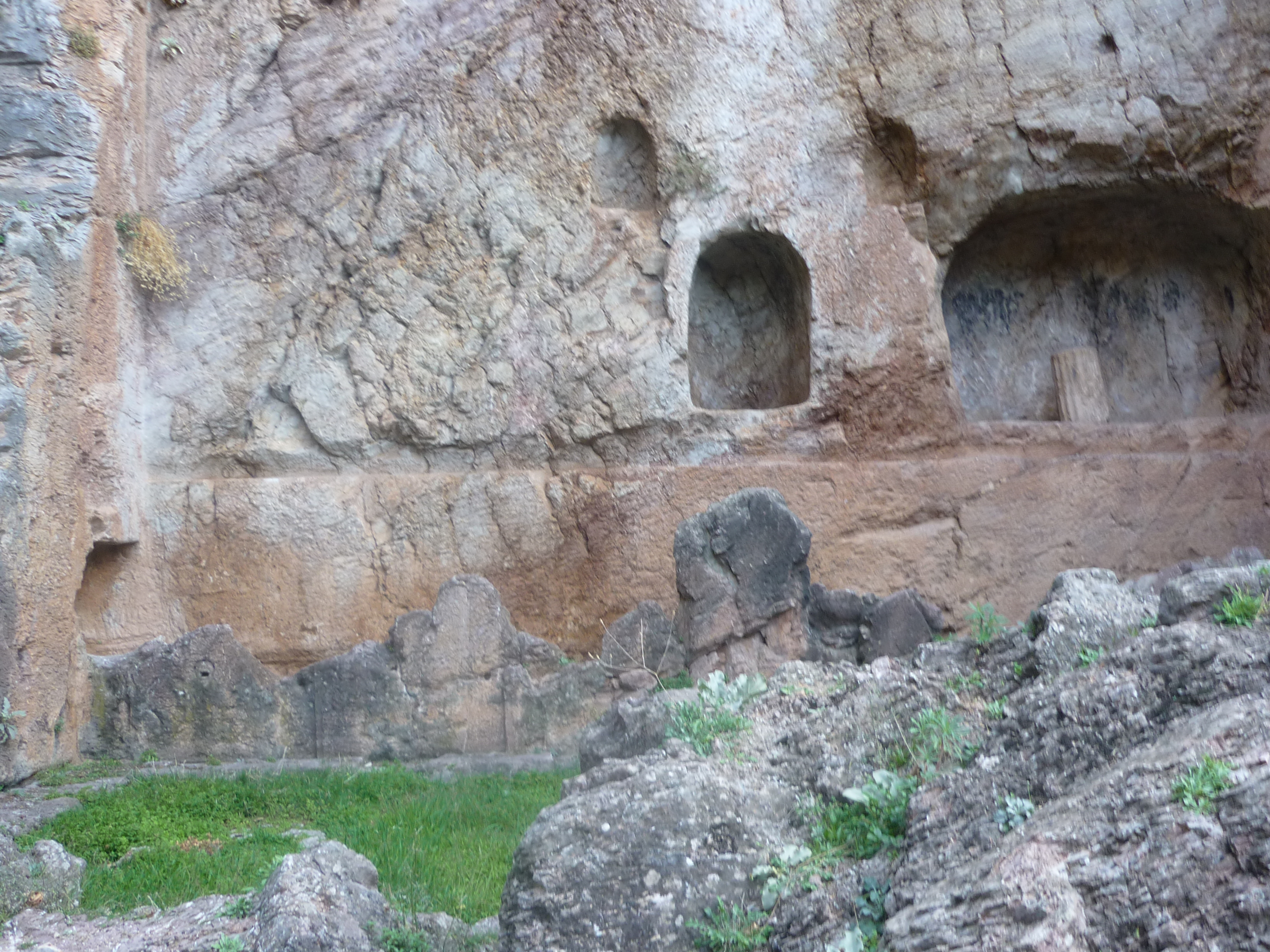
A fonte romana.

A fonte de Castália era a nascente de água junto a Delfos que, segundo algumas lendas da Antiga Grécia, emitia os vapores alucinógenos que provocavam ao oráculo de Delfos os sonhos e visões que lhe permitiam predizer o futuro. Segundo outras lendas, da fonte apenas jorravam águas puras e cristalinas.
Na base do Monte Parnaso, de cujas rochas brotam várias nascentes, há muitas fontes. Uma das mais conhecidas desde tempos antiquíssimos é a de Castália, que estava rodeada de um pequeno bosque de loureiros consagrados a Apolo. A lenda e a mitologia grega contam que no monte Parnaso e perto desta fonte se reuniam algumas divindades, deusas menores do canto e da poesia, as musas, juntamente com as ninfas da água fresca, as náiades, uma delas a própria Castália que deu o nome à fonte em que seria transformada. Nestas reuniões Apolo tocava lira e as divindades cantavam. A água que jorrava era tida por «água falante» capaz de dar um oráculo. No princípio funcionou assim até à construção do Templo de Apolo em Delfos. Mas esta fonte continuou a ser famosa e sagrada e a ela acudiam muitas pessoas para se purificar.
No século I a.C. fez-se escavação de uma fonte rupestre na parede da garganta Castália, justamente onde se encontrava a fonte sagrada. Em 1881 começaram a fazer-se escavações de modo sistemático na zona de Delfos. Alguns monumentos foram restaurados, entre os quais esta fonte que na actualidade é muito visitada pelos turistas que vão a Delfos.
A fonte de Castália, situada no barranco dos Fedríades em Delfos, era onde se detinham a lavar o cabelo todos os viajantes e peregrinos que chegavam a Delfos, os participantes nos Jogos Píticos e especialmente os que vinham consultar o oráculo. Ainda se conservam duas fontes alimentadas pela nascente sagrada. A arcaica (princípios do século VI a.C.) tem uma coluna forrada de mármore rodeado de bancos. Há também uma fonte helenística ou romana com nichos cavados na rocha para receber as ofertas votivas.
A fonte de Castália é anterior a todos os mitos délficos: o primitivo guardião da fonte era a serpente ou dragão Píton, que foi morta por Apolo.
O nome de Castália é dado a várias cidades pelo mundo, incluindo uma cidade no Ohio chamada Castalia.